# Obra arquitectónica de Le Corbusier – Contribución excepcional al Movimiento Moderno
El conjunto «Obra arquitectónica de Le Corbusier – Contribución excepcional al Movimiento Moderno» fue inscrito el 15 de marzo de 2016  como Patrimonio de la Humanidad, en la categoría de bien cultural (n.º. ref. 1321rev). Es un amplio conjunto transnacional —en siete países: Alemania, Argentina, Bélgica, Francia, India, Japón y Suiza— que consiste en una selección de 17 obras en varios países del arquitecto franco-suizo Le Corbusier, algunas con varios inmuebles. Estos lugares demuestran cómo se aplicó la arquitectura del Movimiento Moderno para responder a las necesidades de la sociedad y mostrar el alcance global de un estilo y un arquitecto.
La Unesco lo describe así:

Repartidos en siete países, los 17 sitios integrantes de este bien del patrimonio mundial constituyen un testimonio de la invención de un nuevo modo de expresión de la arquitectura, en clara ruptura con sus formas anteriores. Las obras arquitectónicas de esos sitios fueron realizadas por Le Corbusier a lo largo de cincuenta años de “búsqueda paciente”, según sus propias palabras. El Complejo del Capitolio de Chandigarh (India), el Museo Nacional de Bellas Artes de Occidente de Tokio (Japón), la casa del Dr. Curutchet en La Plata (Argentina) y la Unidad de Viviendas de Marsella (Francia), entre otras construcciones, ponen de manifiesto las soluciones aportadas en el siglo XX por el Movimiento Moderno al reto de renovar las técnicas arquitectónicas para satisfacer las necesidades de la sociedad. Estas obras maestras del genio humano también constituyen un testimonio de la internacionalización de la arquitectura a escala planetaria
Descripción en el sitio de la Unesco

## Sitios de la Obra arquitectónica de Le Corbusier
| Imagen | ID       | Nombre | Localidad                    | Subentidad             | País      | Área protegida (ha) | Área tampón (ha) | Coordenadas                                            |
|        | 1321-001 | Villas La Roche y Jeanneret                                                                                       | París                        | París                  | Francia   | 0,097               | 13,644           | 48°51′6.696″N 2°15′55.26″E / 48.85186000, 2.2653500    |
|        | 1321-002 | Pequeña villa al borde del lago Léman                                                                             | Corseaux                     | Vaud                   | Suiza     | 0,04                | 5,8              | 46°28′6.29″N 6°49′45.61″E / 46.4684139, 6.8293361      |
|        | 1321-003 | Cité Frugès | Pessac                       | Gironda                | Francia   | 2,179               | 26,475           | 44°47′56.004″N 0°38′52.368″E / 44.79889000, 0.64788000 |
|        | 1321-004 | Casa Guiette | Amberes                      | Amberes                | Bélgica   | 0,0103              | 6,7531           | 51°11′1.201″N 4°23′35.7″E / 51.18366694, 4.393250      |
|        | 1321-005 | Casas de la Weissenhof-Siedlung                                                                                   | Stuttgart                    | Baden-Wurtemberg       | Alemania  | 0,1165              | 33,6213          | 48°47′59.442″N 9°10′39.594″E / 48.79984500, 9.17766500 |
|        | 1321-006 | Villa Savoye y caseta del jardinero                                                                               | Poissy                       | Yvelines               | Francia   | 1,036               | 155,585          | 48°55′27.923″N 2°1′42.038″E / 48.92442306, 2.02834389  |
|        | 1321-007 | Edificio Clarté                                                                                                   | Ginebra                      | Ginebra                | Suiza     | 0,15                | 1,8              | 46°12′0.576″N 6°9′23.072″E / 46.20016000, 6.15640889   |
|        | 1321-008 | Edificio de apartamentos en la Puerta Molitor (Immeuble Molitor)                                                  | París / Boulogne-Billancourt | París / Altos del Sena | Francia   | 0,032               | 57,113           | 48°50′36.204″N 2°15′4.644″E / 48.84339000, 2.25129000  |
|        | 1321-009 | Unidad de habitación de Marsella                                                                                  | Marsella                     | Bocas del Ródano       | Francia   | 3,648               | 119,833          | 43°15′40.932″N 5°23′46.248″E / 43.26137000, 5.39618000 |
|        | 1321-010 | Fábrica Claude-et-Duval (La Manufacture à Saint-Dié)                                                              | Saint-Dié-des-Vosges         | Vosgos                 | Francia   | 0,762               | 64,912           | 48°17′26.952″N 6°57′0.9″E / 48.29082000, 6.950250      |
|        | 1321-011 | Casa del doctor Curutchet                                                                                         | La Plata                     | Buenos Aires           | Argentina | 0,027               | 6,965            | 34°54′40.83″S 57°56′30.57″O / -34.9113417, -57.9418250 |
|        | 1321-012 | Capilla Notre Dame du Haut                                                                                        | Ronchamp                     | Alto Saona             | Francia   | 2,734               | 239,661          | 47°42′16.164″N 6°37′14.808″E / 47.70449000, 6.62078000 |
|        | 1321-013 | Cabaña de Le Corbusier (Cabanon de Le Corbusier)                                                                  | Roquebrune-Cap Martin        | Alpes Marítimos        | Francia   | 0,198               | 176,172          | 43°45′34.992″N 7°27′48.24″E / 43.75972000, 7.4634000   |
|        | 1321-014 | Complejo del Capitolio (comprende la Asamblea Legislativa, el Edificio del Secretariado y el Palacio de Justicia) | Chandigarh                   | Chandigarh             | India     | 66                  | 195              | 30°45′27″N 76°48′20″E / 30.75750, 76.80556             |
|        | 1321-015 | Convento de Santa María de laTourette                                                                             | Éveux                        | Ródano                 | Francia   | 17,923              | 99,872           | 45°49′9.826″N 4°37′21″E / 45.81939611, 4.62250         |
|        | 1321-016 | Museo Nacional de Arte Occidental                                                                                 | Taito (Tokio)                | Tokio                  | Japón     | 0,93                | 116,17           | 35°42′55″N 139°46′33″E / 35.71528, 139.77583           |
|        | 1321-017 | Casa de Cultura de Firminy-Vert                                                                                   | Firminy                      | Loira                  | Francia   | 2,601               | 90,008           | 45°22′59.484″N 4°17′20.641″E / 45.38319000, 4.28906694 |

## Veáse también
- Villa Jeanneret
- Villa Plinii (Lierna Lago de Como)
- Villa en el Lago de Como para artista (V Trienal de Milán)